# Teodor Bacciarelli
Teodor Bacciarelli herbu własnego (ur. 1796 w Warszawie, zm. 3 sierpnia 1884 w Koninie) – polski oficer wojsk Królestwa Polskiego, powstaniec listopadowy, burmistrz Szydłowca, Bodzentyna i Daleszyc. Wnuk Marcella Bacciarellego.

## Życiorys
Teodor Bacciarelli przyszedł na świat w Warszawie w 1796 roku. Był synem Franciszka Bacciarellego i Anieli z domu Asłanowicz. Miał czterech braci: Marcelego, Karola, Józefa i Tadeusza. 
Po ukończeniu szkoły wydziałowej w Łowiczu służył w armii Królestwa Polskiego. W czasie powstania listopadowego, jako członek 11 pułku piechoty liniowej, uzyskał awans na kapitana i został odznaczony za męstwo złotym krzyżem Virtuti Militari w dniu 5 września 1831 roku. Ciężko ranny (m.in. stracił nogę), po upadku Warszawy pozostał w stolicy. Wkrótce potem złożył przysięgę na wierność carowi, za co otrzymał roczny zasiłek na podreperowanie zdrowia. Dzięki znanemu nazwisku i protektorom w 1836 roku został burmistrzem Szydłowca, gdzie wszedł w konflikt z lokalnymi mieszczanami. Dopuszczał się również korupcji. W 1842 roku, za niepodejmowanie działań w sprawie nielegalnego pobytu Żydów na niektórych ulicach Szydłowca, został przeniesiony na mniej prestiżowe i gorzej płatne stanowisko burmistrza Bodzentyna. W Bodzentynie okazał się niezwykle surowy w wykonywaniu prawa. Za malwersacje finansowe został przeniesiony do Daleszyc, gdzie z powodu korupcji został zwolniony w 1855 roku.
Teodor Bacciarelli zmarł 3 sierpnia 1884 roku w Koninie. Spoczywa na tamtejszym cmentarzu przy ulicy Kolskiej.

## Życie prywatne
Od 1830 Bacciarelli był żonaty z Karoliną z Dańkowskich (1805–1890).